# Echinodium renauldii
Echinodium renauldii är en bladmossart som beskrevs av Brotherus 1909. Echinodium renauldii ingår i släktet Echinodium och familjen Echinodiaceae. IUCN kategoriserar arten globalt som sårbar. Inga underarter finns listade i Catalogue of Life.